# Dynastie sulaymanide (Arabie)
 (mars 2025).
Motif : Les sources ne sont pas correctement insérées
Ne doit pas être confondu avec Dynastie sulaymanide (Afrique du nord).
1063–1174
La Dynastie sulaymanide (arabe : السليمانيون) étaient une dynastie chérifienne issue de la lignée de Hasan bin Ali, petit-fils de Mahomet, et ont régné de 1063 à 1174 environ. Leur centre de pouvoir se trouvait à Jazan, dans l’actuelle Arabie saoudite, alors située dans le sud de l’Arabie à partir de 1020. Ils y ont rapidement acquis un statut politique et social leur permettant d’établir une monarchie héréditaire solide avant l'arrivée de l'Empire ottoman, qui les a détruits.

## Expulsion de la Mecque
La chronologie de l’histoire de la dynastie est mal établie. Leur nom dérive de Sulayman bin Abdallah, un descendant de cinquième génération de l’imam Hasan bin Ali. Le clan vivait à La Mecque au moment où la dynastie sulayhide étendait son influence au Yémen et jusqu’au nord du Hijaz. En 1061, le dernier émir de La Mecque de l’ancienne lignée Musawi est mort. Le clan sulaymanide a alors tenté de dominer la ville par des moyens violents. Les années suivantes furent marquées par des troubles, et les gardiens traditionnels de la Kaaba, le clan Shabi, s’approprièrent tout l’or et l’argent des lieux sacrés. Ces troubles ont fourni au roi Ali al-Sulayhi (en) un prétexte pour intervenir. Il effectua le pèlerinage en 1063 avec une importante escorte et rétablit l’ordre à La Mecque. Les chérifs demandèrent alors à Ali as-Sulayhi d’installer l’un des leurs comme émir avant de quitter la ville sainte. Le roi nomma le chérif Abu Hashim Muhammad seigneur de La Mecque, inaugurant la lignée des Hawashim parmi les chérifs de la ville. Cependant, le chef des Sulaymanides, Hamza bin Wahhas, estima que sa propre lignée avait été négligée. Un conflit s’ensuivit, et Hamza bin Wahhas fut expulsé de La Mecque vers 1063 ou 1069. Il se rendit alors au Yémen, où il établit une base dans la partie nord de la plaine côtière, où sa famille gouverna en tant qu’émirs. L’ère des Sulaymanides coïncida ainsi avec celle de plusieurs dynasties yéménites : les Sulayhides, les sultans hamdanides, les Rassides (en), les Najahides, les Zurayides et les Mahdides.

## Défaite et revanche
Les chroniques donnent relativement peu d'informations sur les Sulaymanides et tendent à les confondre avec les Rassides de Sa'dah. Il est toutefois établi qu'ils exerçaient une certaine autorité dans le nord du Tihama et étaient impliqués dans les affaires de la puissante dynastie des Najahides, composée d'esclaves à Zabid. Les chérifs sulaymanides entretenaient une relation de vassalité avec les dirigeants de Zabid et versaient un tribut annuel de 60 000 dinars. Yahya bin Hamza, fils de Hamza, a assisté le dirigeant najahide Jayyash lorsque ce dernier vainquit le général sulayhide Saba en 1077. À la génération suivante, Ghanim bin Yahya s’est impliqué dans la politique interne de la Zaydiyya des hautes terres septentrionales en 1117.1 Vers 1132 ou 1134, il intervint dans une guerre civile entre le vizir najahide Surur et Muflih. Il marcha vers Zabid avec 1 000 cavaliers et 10 000 fantassins et s’allia à Muflih, mais fut défait à al-Mahjam. Muflih mourut peu après la défaite, et le vizir de Ghanim parvint à conclure la paix avec la cour de Zabid.2 Quelques décennies plus tard, la dynastie fut attaquée par une nouvelle dynastie belliqueuse, les Mahdides, qui avaient récemment pris Zabid après la chute des Najahides. L'émir Wahhas bin Ghanim mourut au combat contre le seigneur mahdide Abd an-Nabi en 1164. La défaite des Sulaymanides fut totale, et leurs terres furent conquises par le vainqueur. Les actions des Mahdides au Yémen furent l'une des raisons qui poussèrent le souverain ayyoubide Saladin à envoyer une armée en Arabie du Sud sous le commandement de son frère Turan-Shah (en). Qasim, frère de Wahhas bin Ghanim, désireux de venger la récente défaite, s'allia volontiers aux Ayyoubides et joignit ses forces restantes aux leurs. L'invasion ayyoubide fut victorieuse et aboutit à la conquête de la majeure partie du Yémen en 1173-1174. Cependant, ces événements marquèrent la fin de l'autonomie des Sulaymanides. Qasim mourut peu après l'élimination des Mahdides. Des seigneurs sulaymanides locaux sont encore mentionnés dans les chroniques comme vassaux sous la dynastie ayyoubide. Aussi tard qu'en 1556, les chérifs sulaymanides exerçaient toujours une influence locale.

## Liste des dirigeants
Voici la liste des dirigeants de la dynastie :
- Dawoud Bin Abdurrahman
- Mohammed Bin Abdurrahman
- Wahas Bin Dawoud
- Hamza Bin Wahas